# Cimetière Saint-Michel de Carcassonne
Le cimetière Saint-Michel est l'un des cimetières municipaux de Carcassonne dans le département de l'Aude,.

## Histoire et description

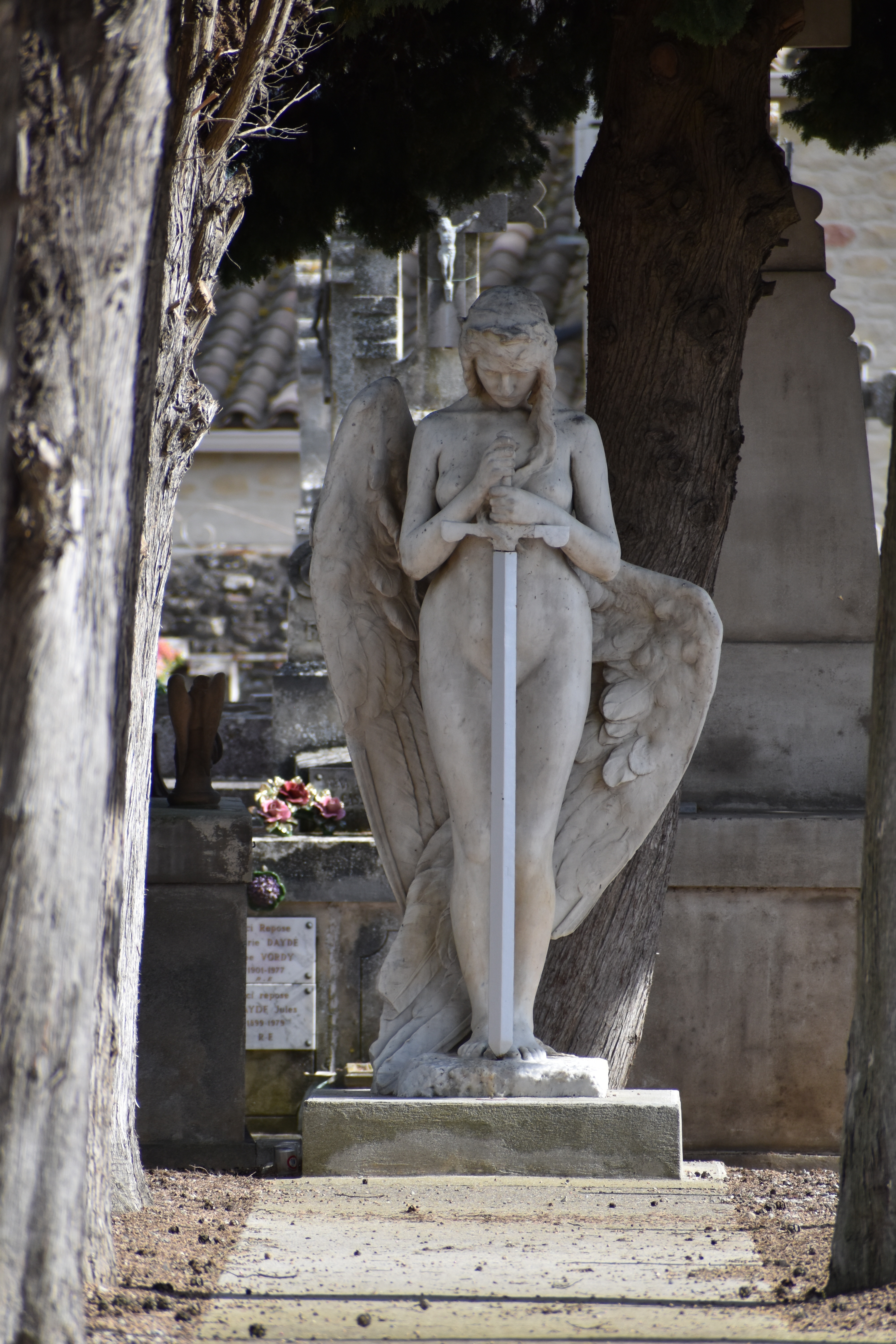
Monument aux morts.

Ce cimetière a été fondé à l'extérieur des murs de la ville en 1778 prenant la suite d'un ancien cimetière de pestiférés dont le souvenir est rappelé par une stèle de 1623 sur le mur Est. Il est agrandi en 1870. Sa chapelle bénie en 1784 est placée sous le vocable de saint Roch, patron des pèlerins et protecteur contre les épidémies. Elle accueillait les dépouilles d'ecclésiastiques, principalement ceux du chapitre de chanoines de la cathédrale Saint-Michel. Elle abrite le monument aux morts des frères Capucins, dont le couvent se trouvant à proximité fut détruit en 2002.
Ce cimetière est riche d'un patrimoine architectural et historique remarquable. Nombreuses sont les tombes ou chapelles du XIXe siècle qui rappellent les styles en vogue chez les familles notables  d'alors : style romain comme sur la via Appia, sarcophages, décors néoromans ou néogothiques, bustes, bas-reliefs (comme la pleureuse sur la tombe Arnigues-Darpas, signé Jean Guilhem) ou médaillons (colonne du proviseur Charles Robert mort en 1874). Le visiteur remarque la statue du chasseur alpin tué en 1915, Gustave Sudre, debout les bras croisés.
Le cimetière Saint-Michel possède un carré militaire avec un monument aux morts intitulé Y penser toujours de Jacques Villeneuve érigé en 1906.

## Personnalités inhumées

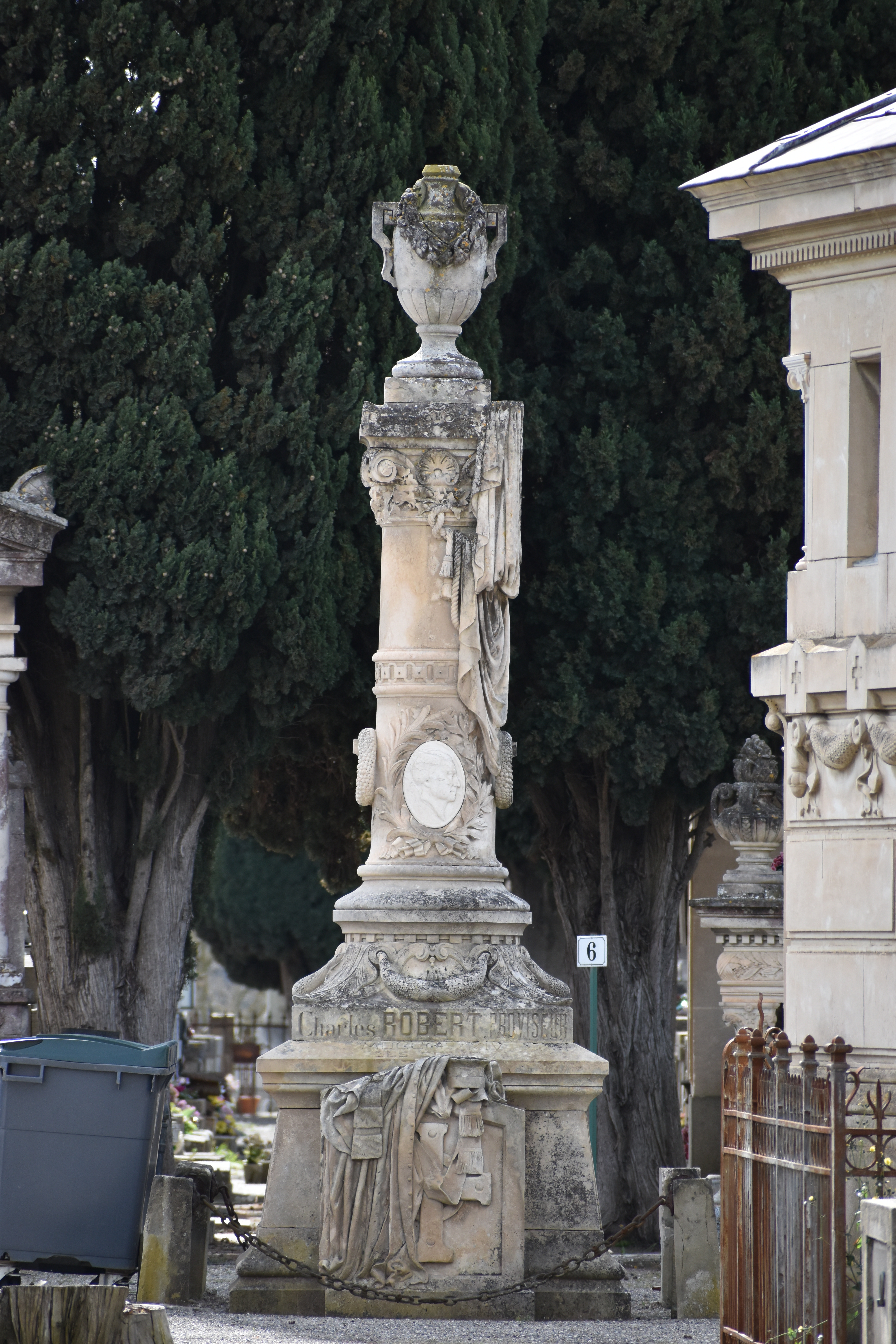
Colonne de la sépulture du proviseur Charles Robert.

- Jacques Gamelin (1738-1803), peintre. Sa tombe fut restaurée par l'Académie des arts et des sciences de Carcassonne en 1889;
- Jean-François Champagne (1763-1847), architecte régional ; avec ses fils Sargines Champagne (1797-1875), architecte du palais de justice (médaillon de marbre) et Hippolyte Champagne (1803-1883), peintre (stèle)[5];
- Chanoine Léopold Verguet (1817-1914), missionnaire en Mélanésie, photographe de la Cité[6];
- Achille Mir (1822-1901), poète (médaillon de bronze);
- Paul Lacombe (1837-1927), compositeur;
- Général Laperrine d'Hautpoul (1860-1920), mort d'épuisement près de Tamanrasset, (chapelle);
- Germaine d'Yrenne de Lalanne (1867-1897) comtesse d'Isoard-Vauvenargues, victime de l'incendie du Bazard de la charité[7];
- Jacques Ourtal (1868-1962), peintre;
- Henri Mouton (1873-1962), haut fonctionnaire français, maire de Ladern sur Lauquet, fondateur de la Loterie nationale[8];
- Claude-Louis Estève (1890-1933), philosophe[9];
- Albert Domec (1901-1948), joueur de rugby à XV. International;
- Jacques Miquel (1934-2024), musicien, directeur de l'harmonie municipale, du théâtre Jean Alary et du festival de Carcassonne[10].

Anciens maires de Carcassonne:
- Rose Joseph Teisseire (1793-1858), député de l'Aude, préfet du Var;
- Eugène Birotteau (1813-1890), avocat, député de l'Aude;
- Théophile Marcou (1813-1893), avocat, journaliste, député de l'Aude;
- Jules Sauzède (1844-1913), député de l'Aude.

### Cénotaphes
- Tombeau de la famille du général Jean-Hyacinthe Sébastien Chartrand (1779-1816) où est déposé son cénotaphe, fusillé sous la Restauration à Lille où il est inhumé au cimetière du Sud ;
- Tombeau de la famille du général Maurice Sarrail (1856-1929) où est déposé son cénotaphe. Il est inhumé aux Invalides.

### Urnes funéraires déposées
- Alain Tarlier (1948-2023), homme politique, avocat. Président de Carcassonne agglo (2009-2014)[11].

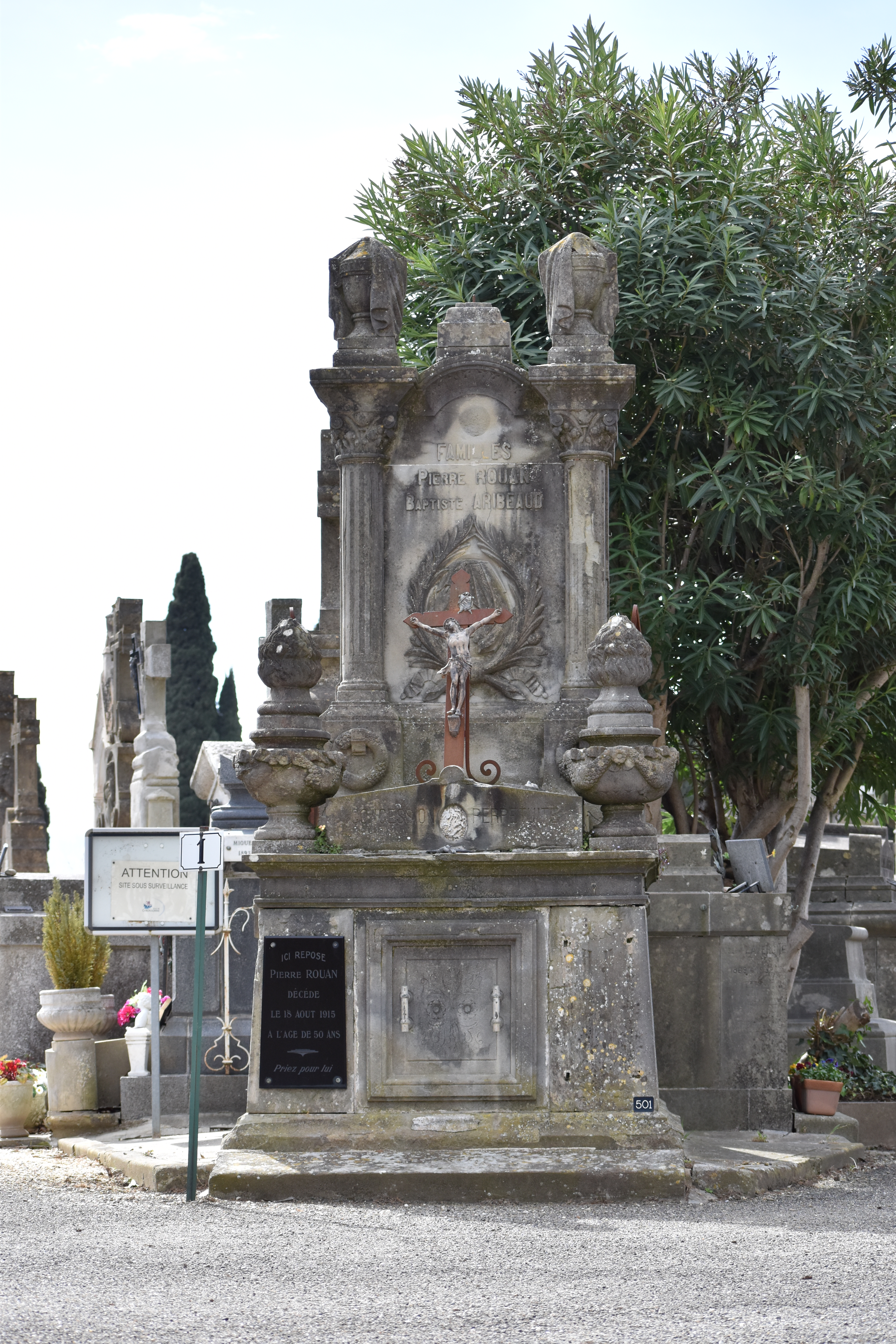
Sépulture Rouan.
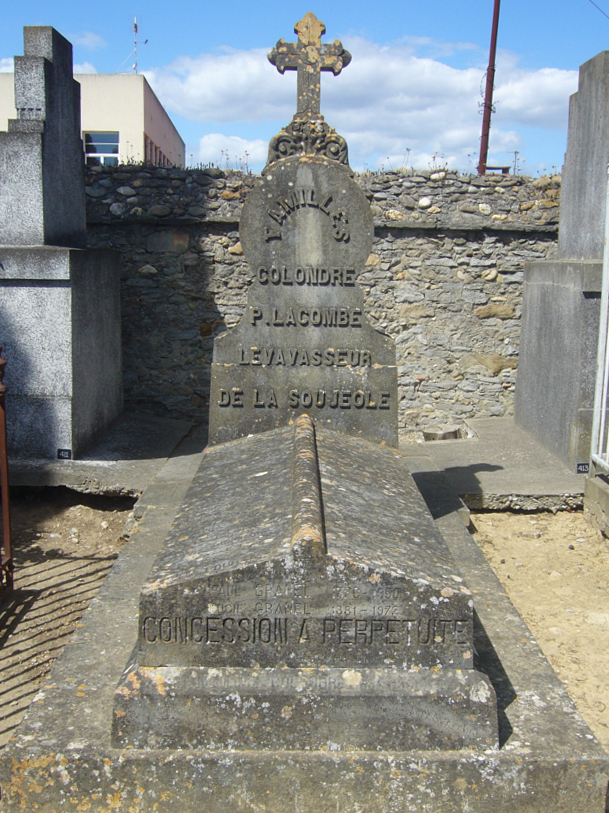
Tombe du compositeur Paul Lacombe.
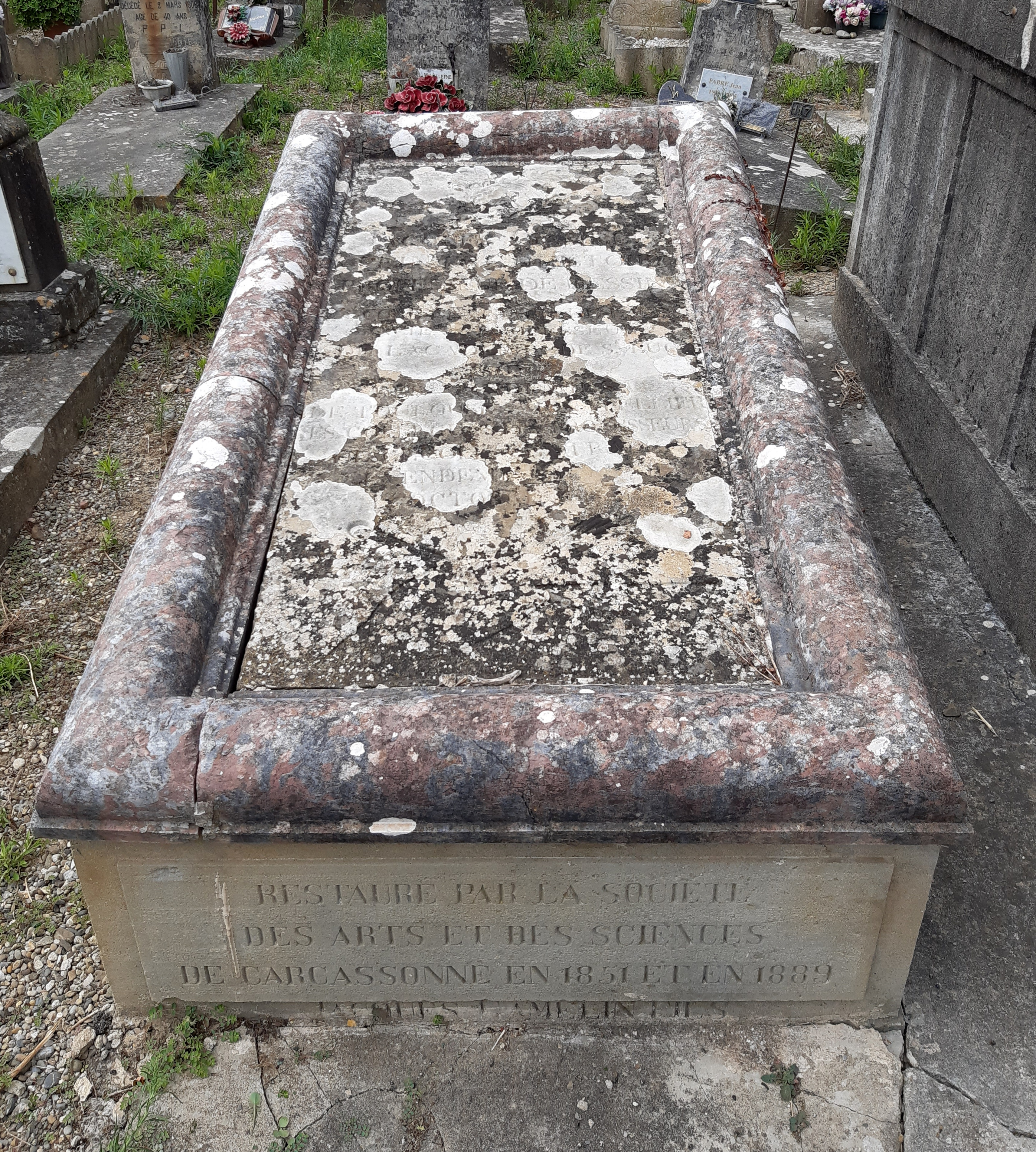
Tombe du peintre Jacques Gamelin.
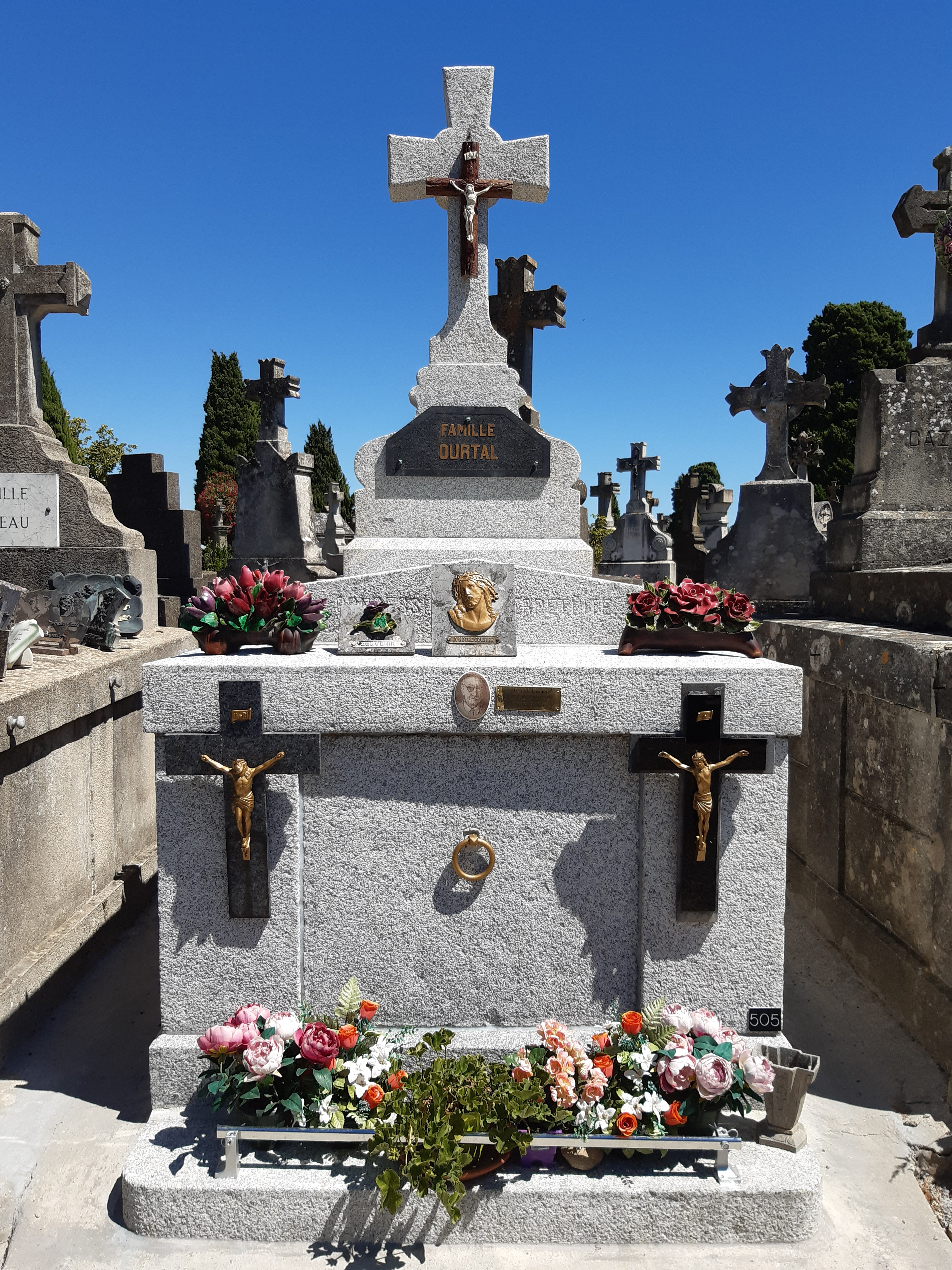
Tombe du peintre Jacques Ourtal.
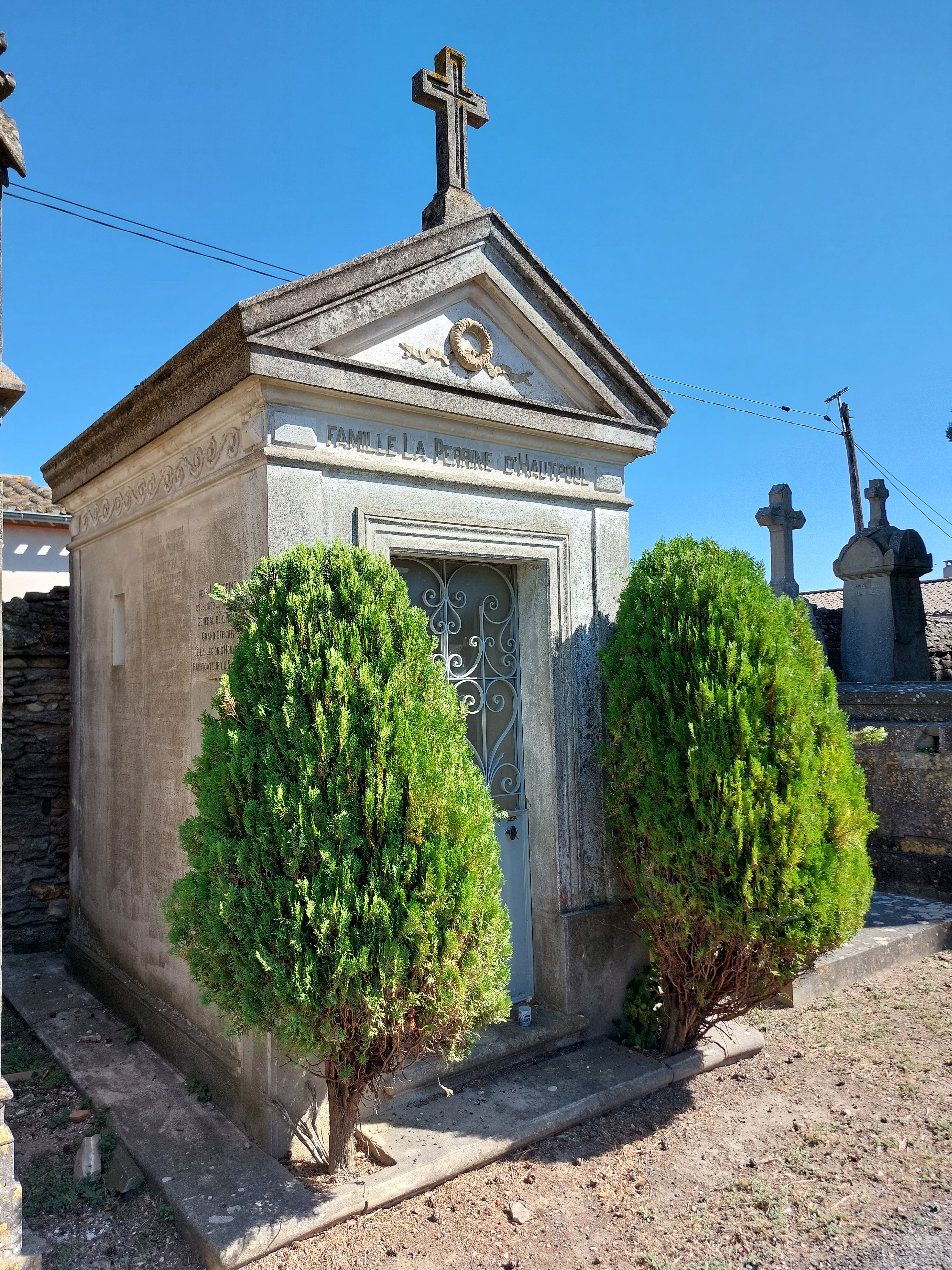
La chapelle où repose le général François-Henry Laperrine d'Hautpoul.
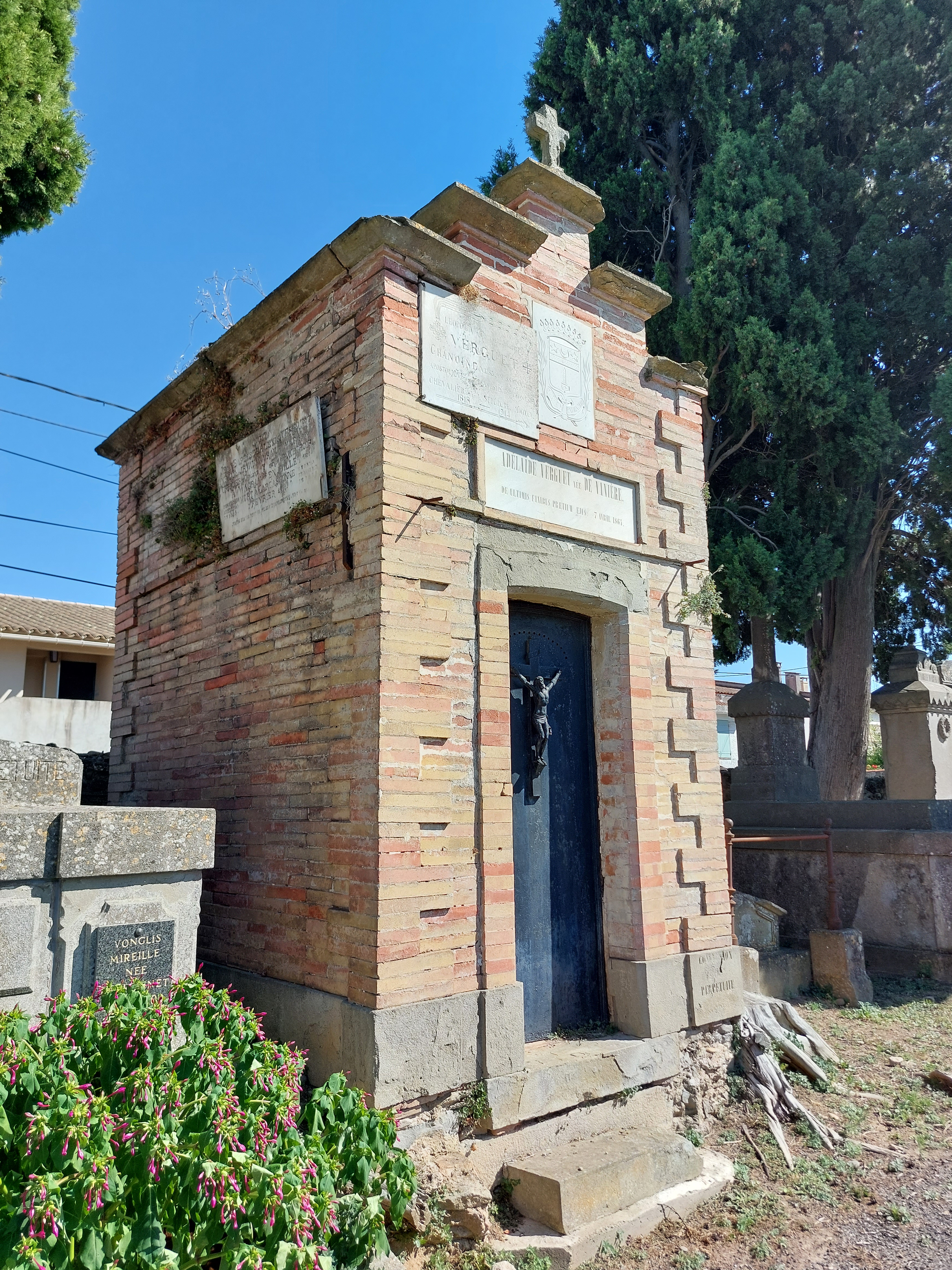
Chapelle où repose le chanoine Léopold Verguet.
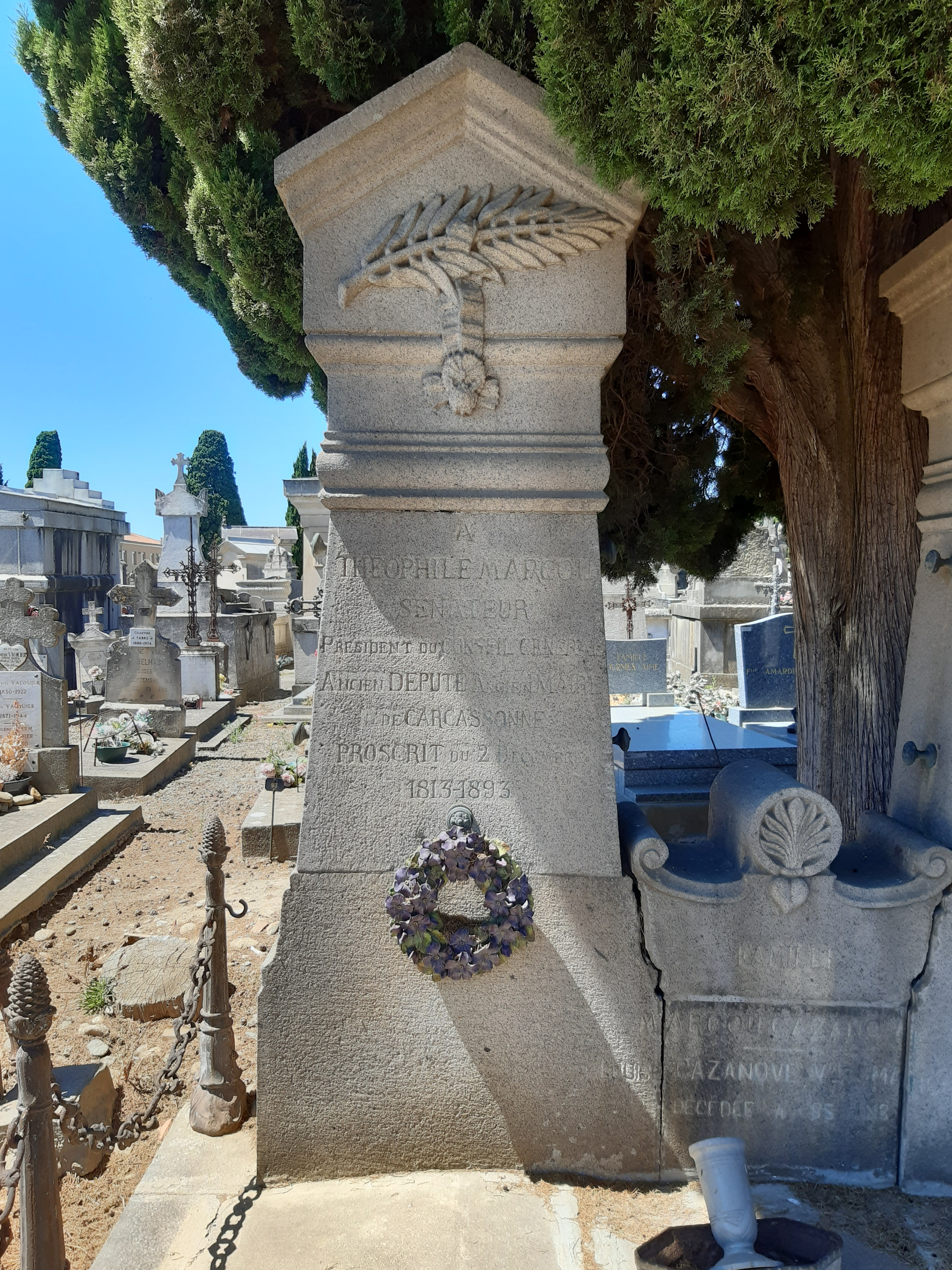
La tombe du député, sénateur et maire de Carcassonne, Théophile Marcou
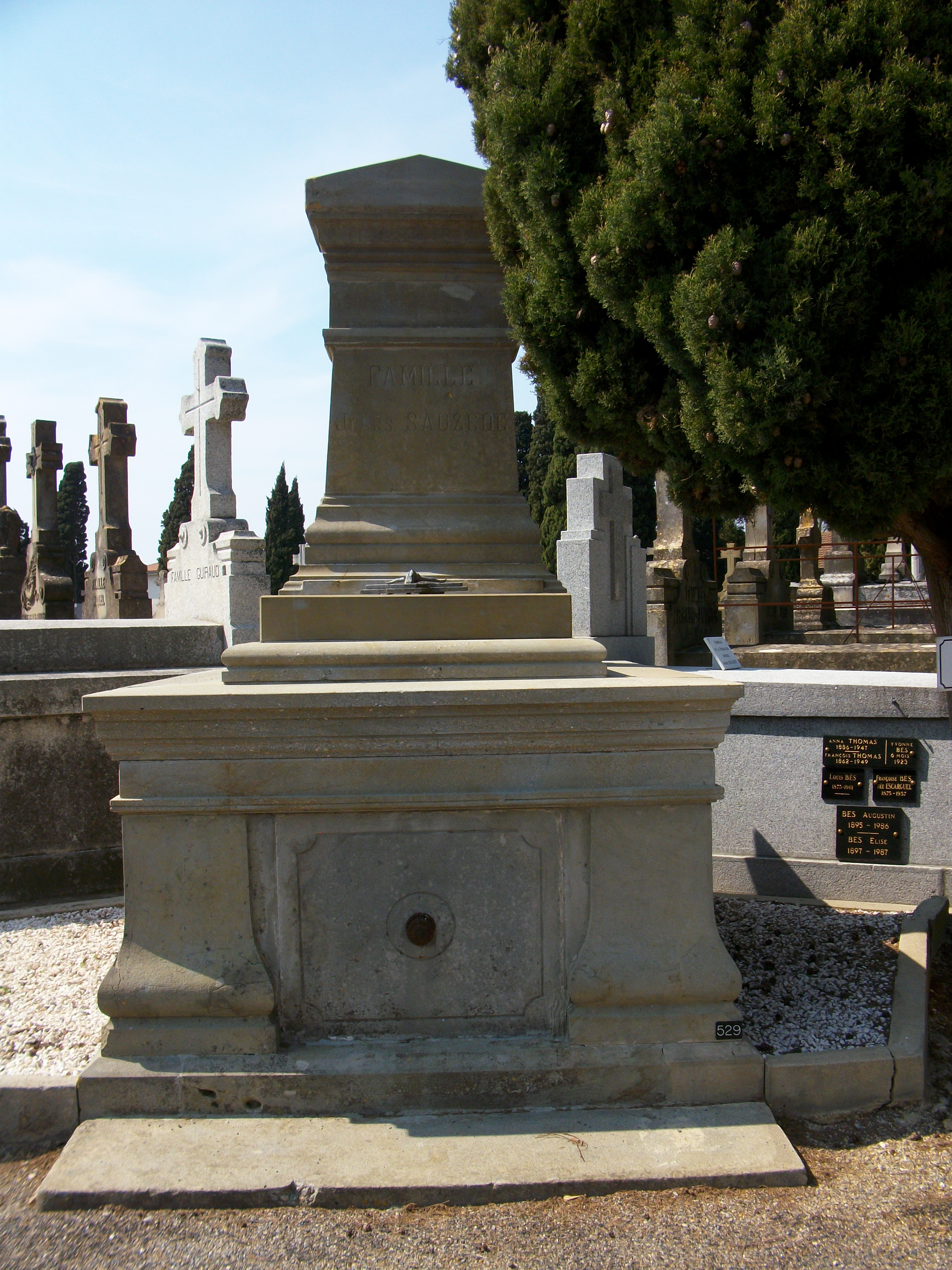
La tombe du député et maire de Carcassonne, Jules Sauzède.
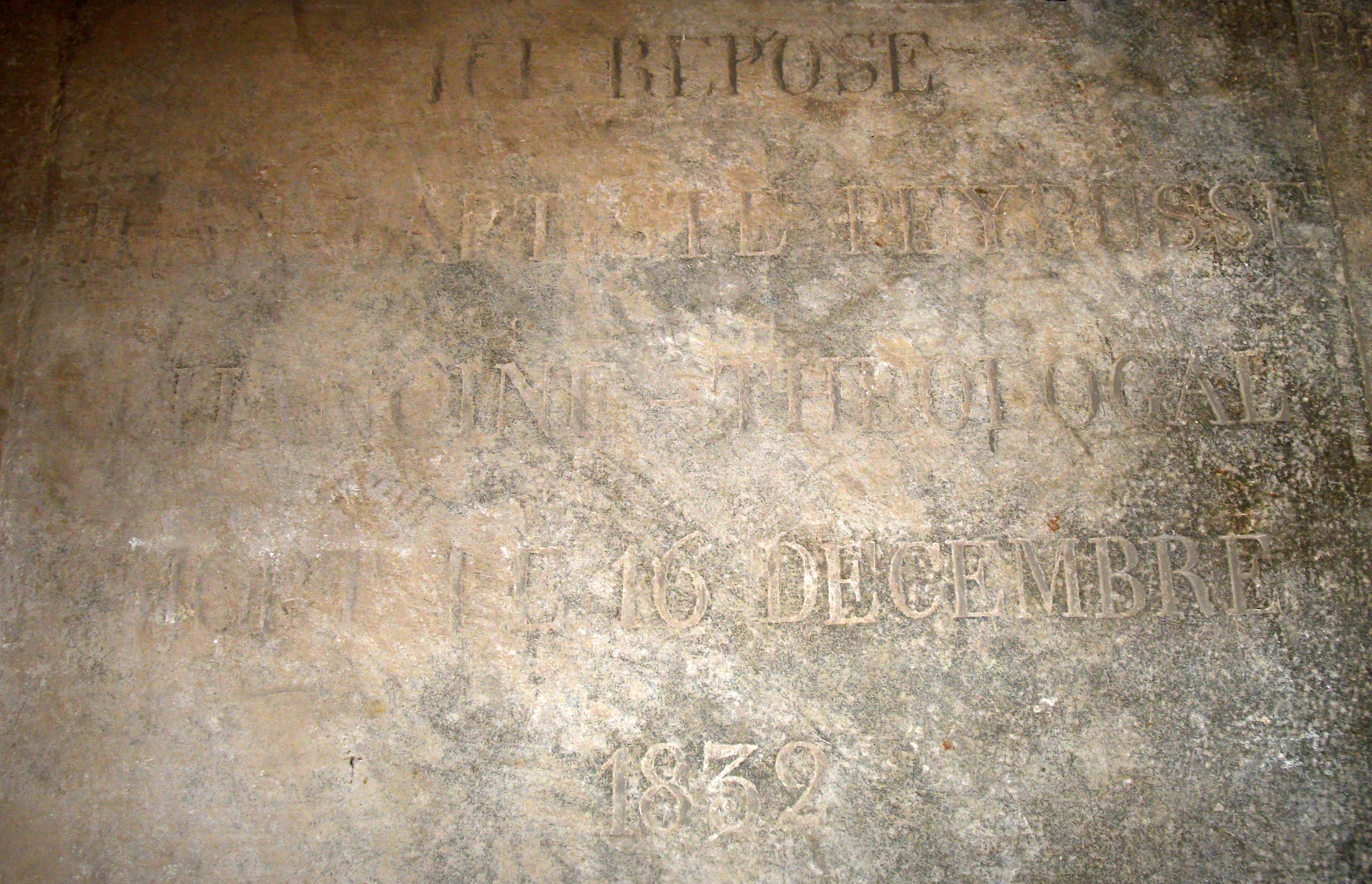
Dalle funéraire du chanoine Jean-Baptiste Peyrusse (1764-1832), visible dans la chapelle.
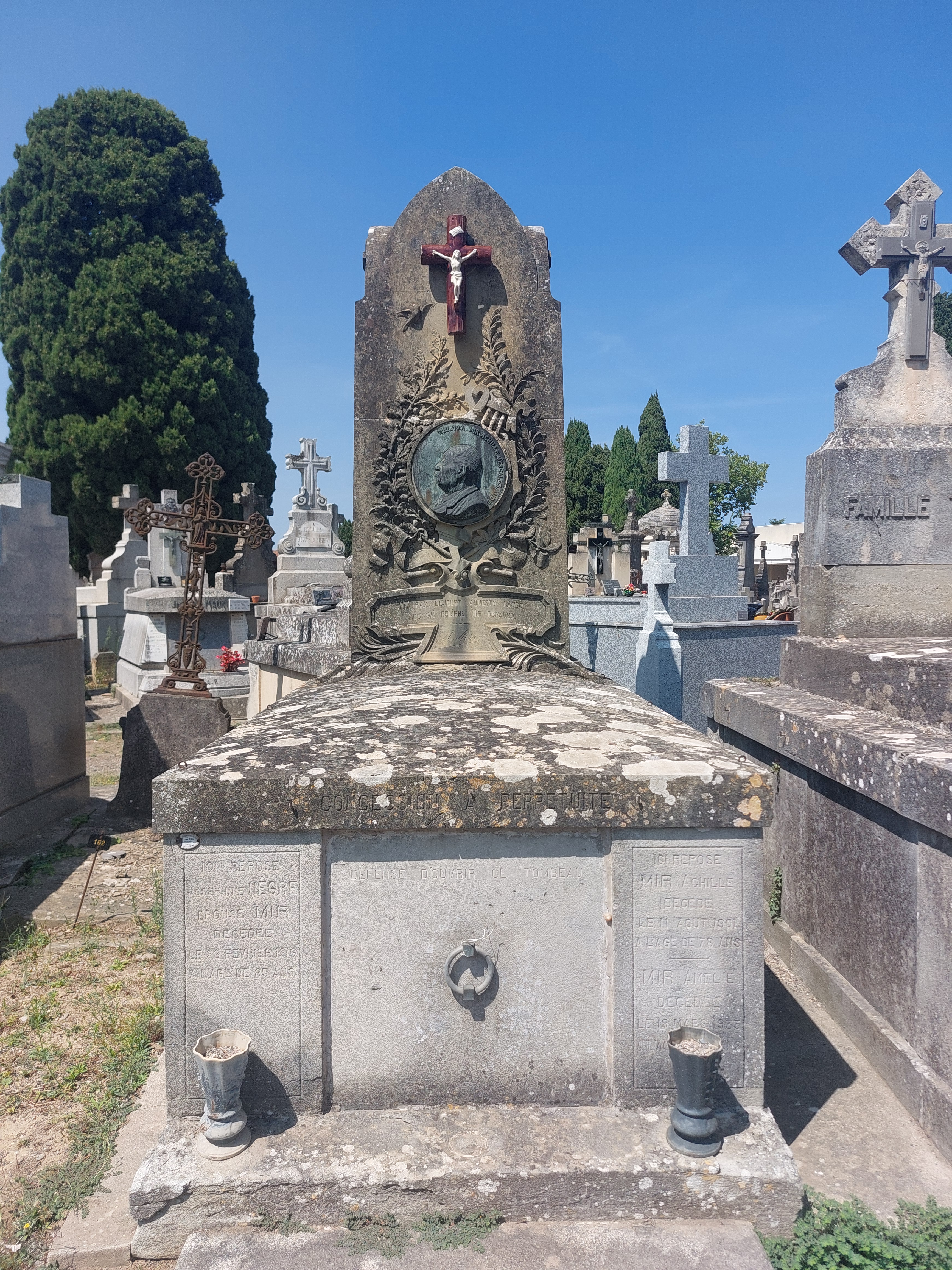
La tombe du poète et écrivain occitan, Achille Mir.
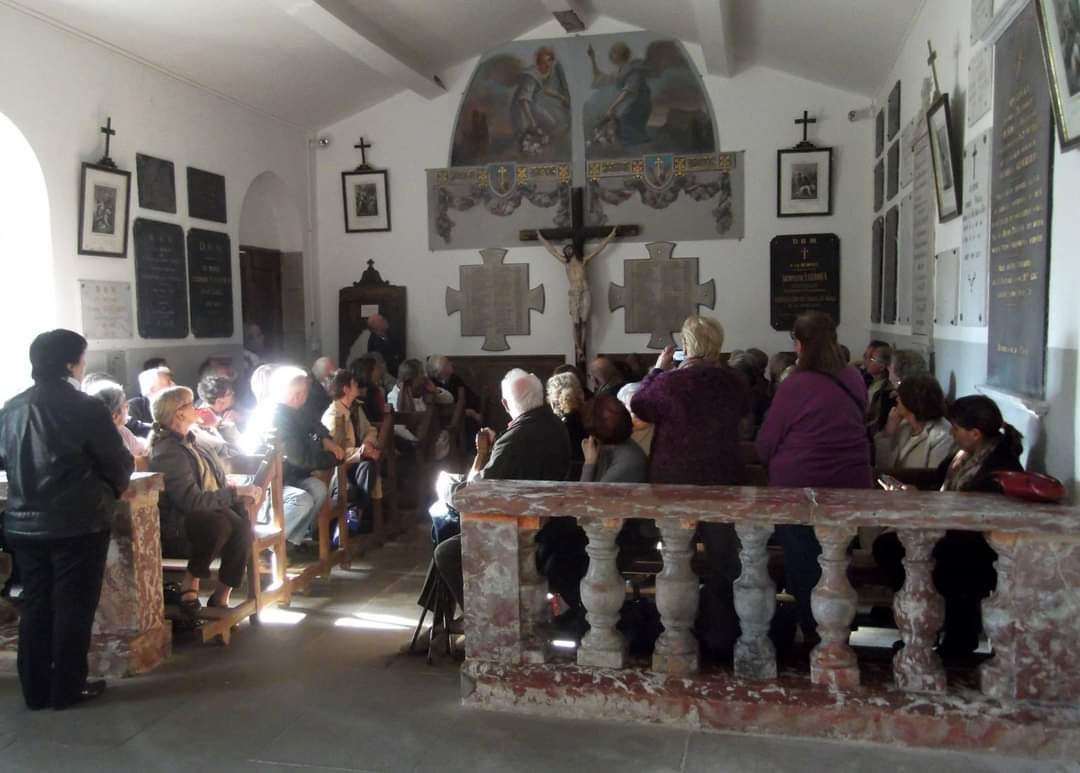
Intérieur de la chapelle du cimetière abritant le monument aux morts des Capucins.